# شمشیربازی در المپیک تابستانی ۱۹۱۲
شمشیربازی در بازی‌های المپیک تابستانی ۱۹۱۲ نام رویداد ورزش شمشیربازی در بازی‌های المپیک تابستانی بود که در سال ۱۹۱۲ برگزار شد.

## جدول مدال‌ها
| رتبه | کشور                 | طلا | نقره | برنز | مجموع |
| ۱    | مجارستان (HUN)       | ۲   | ۱    | ۱    | ۴     |
| ۲    | بلژیک (BEL)          | ۲   | ۰    | ۱    | ۳     |
| ۳    | ایتالیا (ITA)        | ۱   | ۱    | ۰    | ۲     |
| ۴    | اتریش (AUT)          | ۰   | ۱    | ۱    | ۲     |
| ۵    | دانمارک (DEN)        | ۰   | ۱    | ۰    | ۱     |
| ۵    | بریتانیای کبیر (GBR) | ۰   | ۱    | ۰    | ۱     |
| ۷    | هلند (NED)           | ۰   | ۰    | ۲    | ۲     |

## کشورهای شرکت کننده
- اتریش (۱۲)
- بلژیک (۱۱)
- بوهم (۱۳)
- دانمارک (۶)
- آلمان (۱۶)
- بریتانیای کبیر (۲۲)
- یونان (۶)
- مجارستان (۱۳)
- ایتالیا (۹)
- هلند (۱۲)
- نروژ (۷)
- پرتغال (۱)
- روسیه (۲۴)
- آفریقای جنوبی (۱)
- سوئد (۱۸)
- ایالات متحده آمریکا (۱۳)